# Umatac
Umatac (chamorro: Humåtak) är en ort och en village (administrativ enhet) i Guam (USA).   Den ligger i den sydvästra delen av ön Guam, 22 km söder om huvudstaden Hagåtña.  Antalet invånare är 782.